# 天然痘
天然痘（てんねんとう、variola, smallpox）は、天然痘ウイルスを病原体とする感染症の一つである。疱瘡（ほうそう）、痘瘡（とうそう）ともいう。医学界では一般に、痘瘡の語が用いられた。
ヒトに対して非常に強い感染力を持ち、全身に膿疱を生ずる。致死率が平均で約20%から50%と非常に高い。仮に治癒しても、瘢痕（一般的にあばたと呼ぶ）を残す。1980年、世界保健機関（WHO）により根絶が宣言された。人類史上初にして唯一、根絶に成功した感染症の例である。

## 臨床像

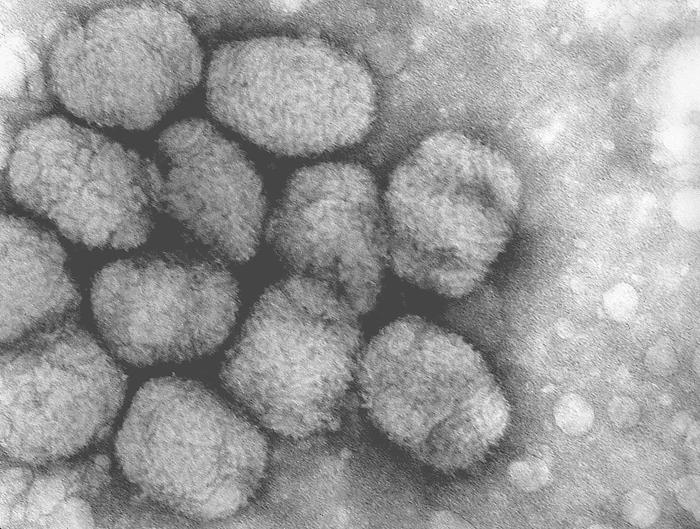
天然痘ウイルス

天然痘ウイルス (Variola virus) は、ポックスウイルス科オルソポックスウイルス属に属するDNAウイルスである。直径200ナノメートルほどで、数あるウイルス中でも最も大型の部類に入る。天然痘の原型となるウイルスはラクダから人類へと入り、そこで変化を起こして天然痘ウイルスが成立した可能性が高いと考えられている。ヒトのみに感染、発病させるが、膿疱内容をウサギの角膜に移植するとパッシェン小体と呼ばれる封入体が形成される。これは天然痘ウイルス本体と考えられる。また、牛痘やエムポックス、ラクダ痘といった近縁種の病気が存在する。エムポックスはしばしば重篤化して人の命を奪うことがあるが、牛痘やラクダ痘などほかの近縁種の病気は人類に感染しても軽い発熱や水疱が出る程度で、非常に軽い症状で済むうえ、できた免疫は天然痘と共通する。この性質を利用して、牛痘をあらかじめ人類に接種する種痘法が確立され、天然痘の撲滅が達成されることとなった。
天然痘は独特の症状と経過をたどり、古い時代の文献からもある程度その存在を確認し得る。
大まかな症状と経過は次のとおりである。
- 飛沫感染や接触感染により感染し、7 - 16日の潜伏期間を経て発症する。
- 40℃前後の高熱、頭痛・腰痛などの初期症状がある。
- 発熱後3 - 4日目に一旦解熱して以降、頭部、顔面を中心に皮膚色と同じまたはやや白色の豆粒状の丘疹が生じ、全身に広がっていく。
- 7 - 9日目に再度40℃以上の高熱になる。これは発疹が化膿して膿疱となる事によるが、天然痘による病変は体表面だけでなく、呼吸器・消化器などの内臓にも同じように現れ、それによる肺の損傷に伴って呼吸困難等を併発、重篤な呼吸不全によって、最悪の場合は死に至る。
- 2 - 3週目には膿疱は瘢痕を残して治癒に向かう。
- 治癒後は免疫抗体ができるため、二度とかかることはないとされる。

天然痘ウイルスの感染力は非常に強く、患者のかさぶたが落下したものでも1年以上も感染させる力を持続する。天然痘の予防は種痘が唯一の方法であるが、種痘の有効期間は5年から10年程度である。何度も種痘を受けた者が天然痘に罹患した場合、仮痘（仮性天然痘）と言って、症状がごく軽く瘢痕も残らないものになるが、その場合でも他者に感染させることはある。
前述のとおり、「種痘」というワクチン接種による予防が極めて有効。感染後でも3日以内であればワクチン接種は、発症あるいは重症化の予防に有効であるとされている。また化学療法を中心とする対症治療が確立されている。

## 歴史

### 前史
天然痘の正確な起源は不明であるが、最も古い天然痘の記録は紀元前1350年のヒッタイトとエジプトの戦争の頃であり、また天然痘で死亡したと確認されている最古の例は紀元前1100年代に没したエジプト王朝のラムセス5世である。彼のミイラには天然痘の痘痕が認められた。
ただし、ラムセス5世の遺体からは天然痘であると決定づける情報が見つかっていないため、水痘ウイルスによるものであるとも考えられている

### イスラム
イスラームの聖典『クルアーン』の「象の章」では、570年頃にエチオピア軍がメッカを襲撃する様子が記述されている。エチオピア軍はメッカの守備隊より軍事力で勝っていたが、アッラーフが鳥の群れ（アバビール）を遣わし、エチオピア兵の頭上に石を落とすと当たった者には疱瘡ができて疫病が蔓延し、撤退したという記述がある。これはエチオピア軍の間で天然痘が蔓延したことが神の奇跡として描かれているという説がある。
アル・ラーズィーが著書『天然痘と麻疹の書』(Kitab fi al-judari wa-al-hasbah) において麻疹と天然痘の違いについて言明した。

### ヨーロッパ
古代ギリシアにおける紀元前430年の「アテナイの疫病」は「アテナイのペスト」とも呼ばれたが、記録に残された症状から天然痘であったと考えられる（他に、麻疹、発疹チフス、あるいはこれらの同時流行とする説もある）。
165年から15年間にわたりローマ帝国を襲った「アントニヌスの疫病（アントニヌスのペスト）」も天然痘とされ、少なくとも350万人が死亡した。
その後、12世紀に十字軍の遠征によって持ち込まれて以来、流行を繰り返しながら次第に定着し、ほとんどの人が罹患するようになる。
ルネサンス期以降に肖像画が盛んに描かれるようになったが、天然痘の瘢痕を描かないのは暗黙の了解事項であった。
マリー・アントワネットの配偶者として知られているルイ16世の祖父フランスブルボン朝のルイ15世は1774年64歳の時に天然痘で亡くなった。

### アメリカ

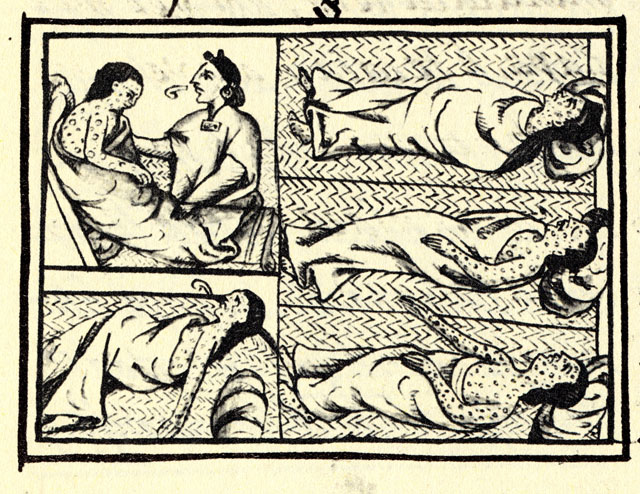
天然痘の被害を伝えるアステカの絵（1585年）。パイプによる治療を試みている。

コロンブスの上陸以降、白人の植民とともに天然痘もアメリカ州に侵入し、免疫のなかったアメリカ州の先住民族に激甚な被害をもたらした。白人だけでなく、奴隷としてアフリカ大陸から移入された黒人も感染源となった。「コロンブス交換」も参照。
旧大陸では久しく流行状態が続いており、住民にある程度抵抗力ができて、症状や死亡率は軽減していたが、牛馬の家畜を持たなかったアメリカ・インディアンは天然痘の免疫を持たなかったため全く抵抗力がなく、所によっては死亡率が9割にも及び、全滅した部族もあった。他にも麻疹や流行性耳下腺炎（おたふく風邪）などがヨーロッパからアメリカに入ったが、ことに天然痘の被害は最大のものであり、白人の北アメリカ大陸征服を助ける結果となった。新大陸の二大帝国であったアステカとインカ帝国の滅亡の大きな原因の一つは天然痘であった。アステカに天然痘が持ち込まれたのは1520年頃、エルナン・コルテスの侵攻軍によってであると考えられているが、天然痘は瞬く間に大流行を起こし、モクテスマ2世に代わって即位した新王クィトラワクを病死させるなどしてアステカの滅亡の原因の一つとなった。さらにスペインの占領後も天然痘は猛威を振るい、圧政や強制労働、麻疹やチフスなど他の疫病も相まって、征服前の人口が推定2500万人だったのに対し、16世紀末の人口はおよそ100万人にまで減少し、中央アメリカの先住民社会は壊滅的な打撃を受けた。また、インカ帝国においては侵攻を受ける前に、既にスペイン人の到達していたカリブ海沿岸地域から天然痘が侵入し、現在のコロンビア南部において1527年頃に大流行を起こした。この大流行によって当時のインカ皇帝であるワイナ・カパックと皇太子であるニナン・クヨチがともに死去し、空位となった王位をめぐってワスカルとアタワルパの二人の王子が帝国を二分する内戦を起こした。この内戦はアタワルパの勝利に終わったものの、インカの国力は疲弊し、スペインのフランシスコ・ピサロによる征服を許す結果となった。さらにインカ帝国においても征服後は同様に天然痘をはじめとする疫病が大流行し、先住民人口の激減を招いた。
北アメリカでは白人によって故意に天然痘がインディアンに広められた例もあると言われている。フレンチ・インディアン戦争やポンティアック戦争では、イギリス軍が天然痘患者が使用し汚染された毛布等の物品をインディアンに贈って発病を誘発・殲滅しようとしたとされ、19世紀に入ってもなおこの民族浄化の手法は続けられた。モンタナ州のブラックフット族などは、部族の公式ウェブサイトでこの歴史を伝えている。ただし、肝心の英国側にはそのような作戦を行った証拠となる記録は無い。

### 中国大陸・朝鮮半島
中国大陸では、南北朝時代の斉が495年に北魏と交戦して流入し、流行したとするのが最初の記録である。頭や顔に発疹ができて全身に広がり、多くの者が死亡し、生き残った者は瘢痕を残すというもので、明らかに天然痘である。その後短期間に中国大陸全土で流行し、6世紀前半には朝鮮半島でも流行を見た。

### 日本

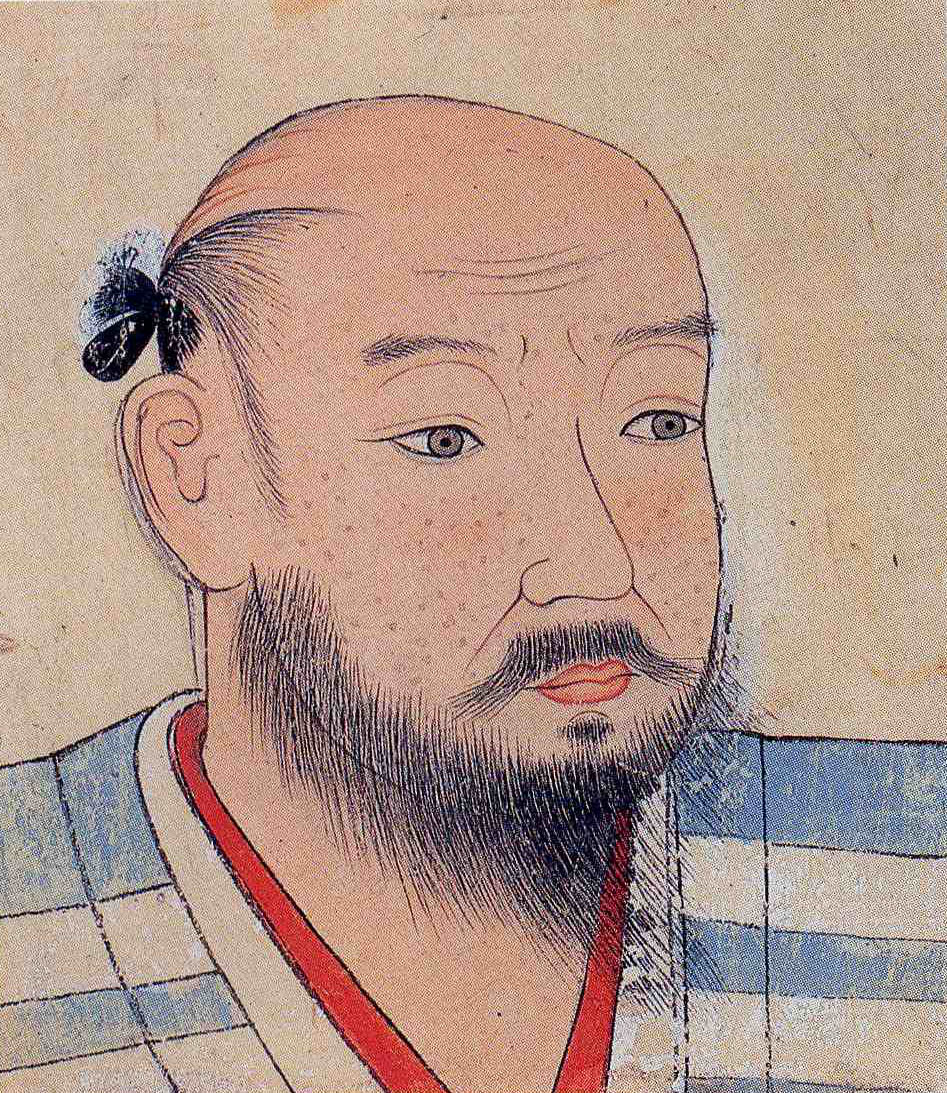
頬に瘢痕がある足利義輝の肖像

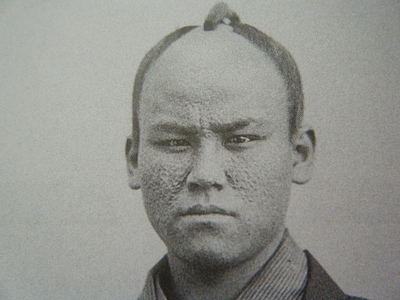
天然痘によってあばた面となった塩田三郎（1864年撮影）

渡来人の移動が活発になった6世紀半ばに、最初のエピデミックが見られたと考えられている。折しも新羅から弥勒菩薩像が送られ、敏達天皇が仏教の普及を認めた時期と重なったため、日本古来の神をないがしろにした神罰という見方が広がり、仏教を支持していた蘇我氏の影響力が低下するなどの影響が見られた。585年の敏達天皇の死去も、天然痘の可能性が指摘されている。
『日本書紀』には、「瘡発でて死る者――身焼かれ、打たれ、摧かるるが如し」とあり、瘡を発し、激しい苦痛と高熱を伴うという意味で、天然痘の初めての記録と考えられる（麻疹などの説もある）。
735年から738年にかけては、西日本から畿内にかけて大流行し、「豌豆瘡（「わんずかさ」もしくは「えんどうそう」とも）」と称され、平城京では政権を担当していた藤原四兄弟が相次いで死去した（天平の疫病大流行）。四兄弟以外の高位貴族も相次いで死去した。政治を行える人材が激減したため、朝廷の政治は大混乱に陥った。
この時の天然痘について『続古事談』の記述から、当時新羅に派遣されていた遣新羅使の往来などによって、同国から流入したとするのが通説であるが、遣新羅使の新羅到着前に最初の死亡者が出ていることから、反対に日本から新羅に流入した可能性も指摘されている。奈良の大仏造営のきっかけの一つが、この天然痘流行である。
一方で、記録されている症状などから、天平年間に流行した疫病は実際には天然痘ではなく麻疹であったとする研究も存在する。
「独眼竜」の異名で知られる奥州の戦国大名、伊達政宗が幼少期に右目を失明したのも、天然痘によるものであったとされる。
16世紀にキリスト教布教のため来日した、カトリック教会イエズス会の宣教師ルイス・フロイスは、ヨーロッパに比して日本では全盲者が多いことを指摘しているが、後天的な失明者の大部分は、天然痘によるものと考えられる。
ヨーロッパや中国などと同様、日本でも何度も大流行を重ねて江戸時代には定着し、誰もがかかる病気となった。儒学者安井息軒、「米百俵」のエピソードで知られる小林虎三郎も天然痘による片目失明者であった。上田秋成は両手の一部の指が大きくならず、結果的に小指より短くなるという障害を負った。天皇も例外ではなく、東山天皇は天然痘によって死去している他、孝明天皇の死因も天然痘との記録が残る。
源実朝、足利義輝、豊臣秀頼、吉田松陰、夏目漱石らは、顔に瘢痕（あばた）を残した。
疱瘡の語は平安時代、痘瘡の語は室町時代、天然痘の語は1830年の大村藩の医師の文書が初出である。
中国では天行斑瘡、天行豆瘡、天花瘡、天瘡痘瘡などと呼ばれ、名称が示すようにこの病気は天からの影響と信じられていたことから、日本では江戸時代末期に天然痘という呼び名が生まれたと推測される。

#### 疱瘡神

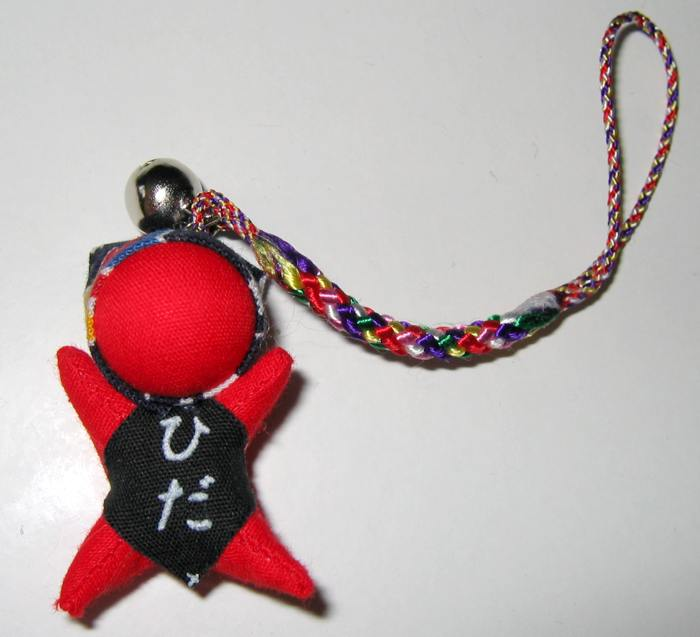
さるぼぼ。色が赤いのはもともとは天然痘除けのためである

天然痘を擬神化した疱瘡神は悪神の一つとして恐れられ、日本各地には疱瘡神除けの神事や行事が今も数多く残っている。疱瘡神は犬や猿、赤色を苦手とすると考えられたため、赤いものや犬の張子、猿の面などをお守りとして備える地域も存在した。福島県会津地方の郷土玩具「赤べこ」や岐阜県飛騨地方の「さるぼぼ」など、子供向けの郷土玩具に赤いものが多いのは天然痘除けを目的としていることが多い。吉村昭の時代小説『破船』には、天然痘患者が赤い衣装を身にまとう描写がある。岐阜市にある延算寺（岩井山かさ神）や神奈川県の上行寺、日本各地に存在する瘡守稲荷神社などのように、疱瘡除けに霊験があると考えられた神社仏閣は各地に点在しており、現代でも信仰を集めている。
江戸時代にあっては疱瘡神として源為朝の肖像が描かれ、「疱瘡絵」（赤絵）と呼ばれた。これは、八丈島に疱瘡（天然痘）が流行しなかったのは、この島に流された為朝が疱瘡神を押さえ込む力があったためと信じられていたためであった。

#### アイヌへの種痘による免疫付与
蝦夷地には江戸時代、本州などからの船乗りや商人たちの往来にともない、肺結核、梅毒などとともに伝播した。伝染病に対する抵抗力の無かったアイヌは次々にこれらの病に感染したが、そのなかでも特に恐れられたのが天然痘だった。アイヌは、水玉模様の着物を着た疱瘡神「パヨカカムイ（パコロカムイ）」が村々を廻ることにより天然痘が振りまかれると信じ、患者の発生が伝えられるや、村の入り口に臭いの強いギョウジャニンニクやとげのあるタラノキの枝を魔除けとしてかかげて病魔の退散を願った。そして自身は顔に煤を塗って変装し、数里も離れた神聖とされる山に逃げ込んで感染の終息を待ち続けた。江戸期を通じて天然痘の流行が繰り返され、アイヌ人口が減少する一因となった。ミントゥチはこれらに関連する伝承とされる。幕末の1857年にアイヌを対象に大規模な種痘を行い、免疫を獲得させたため、流行にようやく歯止めがかかった（後述）。

## 制圧の記録

### 種痘

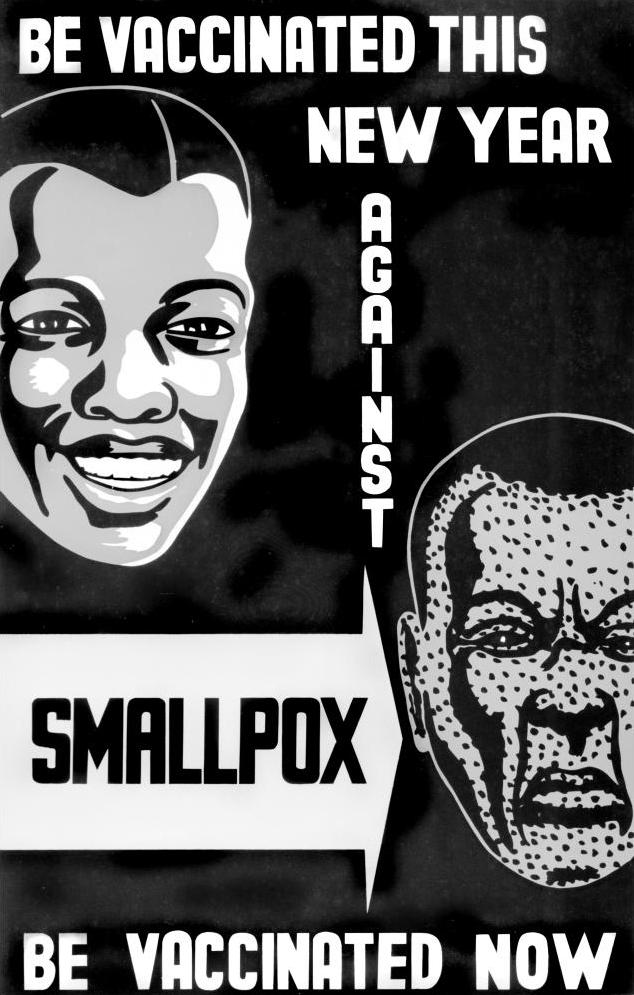
天然痘の予防接種を呼びかけるポスター

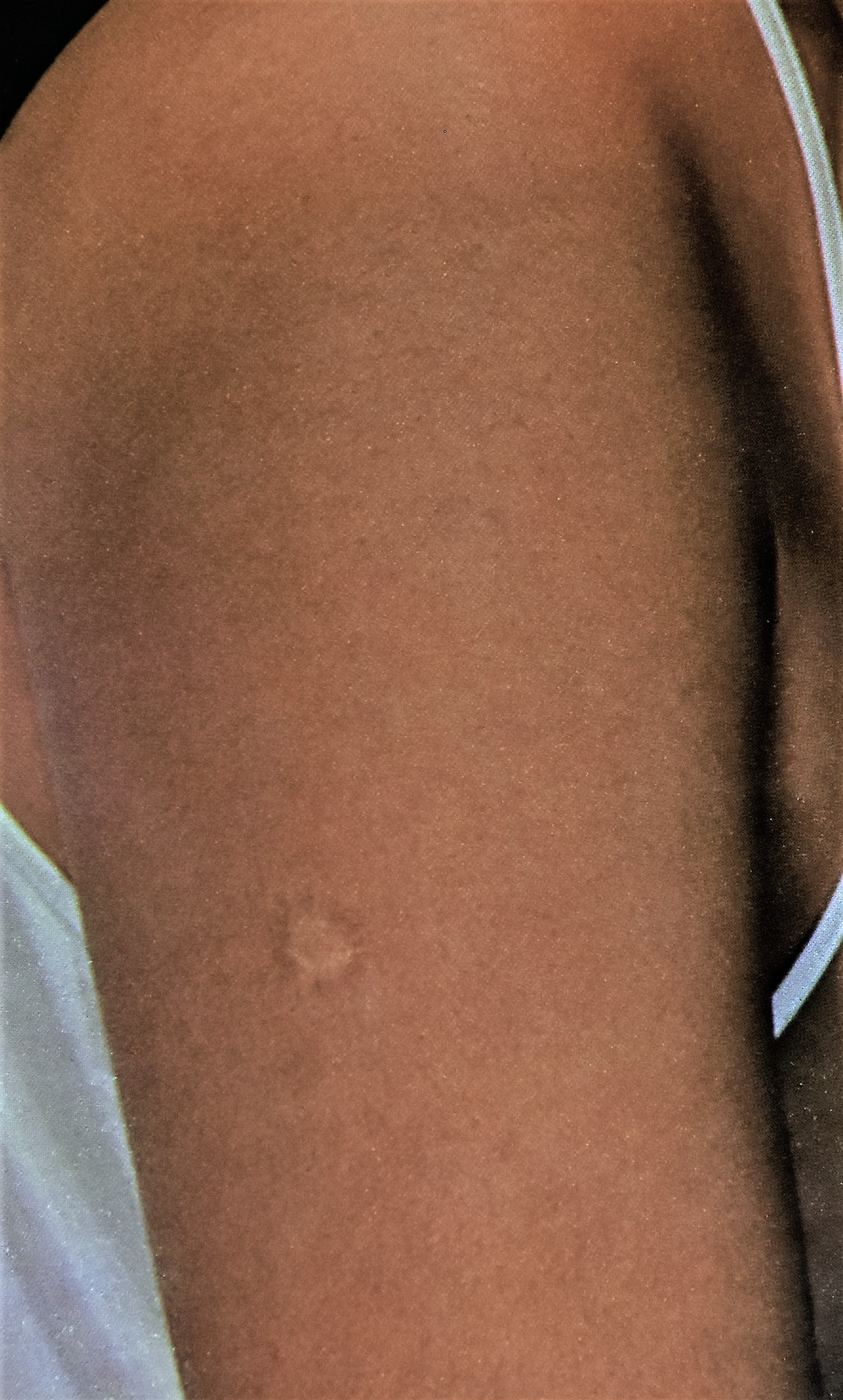
種痘接種部位に終生残る瘢痕　直径2cm程度の定型的な種痘瘢痕である

天然痘が強い免疫性を持つことは、近代医学の成立以前から経験的に古くから知られ、紀元前1000年頃には、インドで人痘法が実践され、天然痘患者の膿を健康人に接種し、軽度の発症を起こさせて免疫を得る方法が行なわれていた。この場合、膿を乾燥させてある程度弱毒化させたのちに行われることが普通であった。この人痘法は18世紀前半にイギリス、次いでアメリカ合衆国にももたらされ、天然痘の予防に大いに役だった。しかし、軽度とはいえ実際に天然痘に感染させるため、時には治らずに命を落とす例もあった。統計では、予防接種を受けた者の内、2パーセントほどが死亡しており、安全性に問題があった。
18世紀半ば以降、ウシの病気である牛痘（人間も罹患するが、瘢痕も残らず軽度で済む）にかかった者は天然痘に罹患しないことがわかってきた。その事実に注目し、研究したエドワード・ジェンナー (Edward Jenner) が1796年、8歳の少年に牛痘の膿を接種させた後に天然痘の膿を接種させ、発病しないことを突き止めた（なお、ジェンナーが「我が子に接種」して効果を実証したとする逸話があるが、実際にはジェンナーの使用人の子に接種した）。これによって人類初のワクチンである天然痘ワクチンが開発され、この牛痘接種（種痘）によって天然痘を予防する道が開かれた。この方法をジェンナーは論文にして王立協会に送付したものの無視されたため、1798年に『牛痘の原因と効果についての研究』を刊行し、種痘法を広く公表した。医学界の一部からの反対は根強く残ったものの、牛痘の接種はそれまでの天然痘の直接接種に比べはるかに安全性が高いうえ効果も劣るものではなかったため、この方法はイギリスのみならずヨーロッパに瞬く間に広まり、以後この方法が主流となった。その後1930年代以降の研究で種痘に用いられているウイルスはワクチニアウイルスというウイルスであり天然痘ウイルスとも牛痘ウイルスとも違うことが判明しワクチニアウイルスの由来は一体何か様々な研究がなされてきた。この中で牛痘ウイルスが継代されていく間に変異しワクチニアウイルスとなったと考えられていた時期もあったが、2013年モンゴルで採取された馬痘ウイルスのゲノム解析をした結果、種痘に用いられているワクチニアウイルスと馬痘ウイルスが99.7%同一のゲノムであることが判明しワクチニアウイルスとは馬痘ウイルスもしくはその近縁のウイルスである事がわかった。つまりジェンナーの種痘は牛痘ウイルスではなく馬痘ウイルスがたまたま牛に感染したものを種痘として利用したものであり種痘には一度も牛痘ウイルスは使用されていなかったことになる。
この伝播は急速なもので、ジェンナーの論文は発行翌年の1799年にはウィーンでラテン語に、ハノーファーでドイツ語に翻訳され、翌1800年にはフランス語とイタリア語、1801年にはオランダ語とスペイン語、1803年にはポルトガル語に翻訳された。痘苗もほぼ同時に各国に到達し、1800年にはフランスやドイツ諸邦、スペイン、そしてアメリカで、1801年にはロシア、オランダ、デンマーク、スウェーデンで種痘が開始された。アメリカ合衆国で最初に接種を受けた人物のなかに第3代大統領のトマス・ジェファソンがいる。1805年にはナポレオンが、全軍に種痘を命じた。さらにスペインは1802年に遠隔地のスペイン領に痘苗をもたらす航海計画を実施し、これによってラテンアメリカやフィリピンなど多くの地域に痘苗がもたらされた。安全性が高く確実な予防方法が確立したことで、それ以降は天然痘の流行は徐々に消失していった。また、この種痘の開発はワクチンおよび予防接種という疫病への強力な対抗手段を人類にもたらすきっかけとなった。
普及した種痘であったが、この時期の痘苗は人間の腕から腕へと接種する方式であり、痘苗が絶える危険性や、接種の際に別の伝染病に感染する危険性もあるものだった。これを避けるために、1840年にはナポリで子牛によって痘苗を生産する方式が開発され、1864年にフランスに伝えられたのをきっかけに世界各国へと広まっていったことで、種痘の安全性は大幅に改善された。
日本の医学会では有名な話として日本人医師による種痘成功の記録がある。現在の福岡県にあった秋月藩の藩医である緒方春朔が、ジェンナーの牛痘法成功に遡ること6年前の寛政4年（1792年）に秋月の庄屋・天野甚左衛門の子供たちに人痘種痘法を施し成功させている。福岡県の甘木朝倉医師会病院にはその功績を讃え、緒方春朔と天野甚左衛門、そして子供たちが描かれた種痘シーンの石碑が置かれている。
日本で初めて牛痘法が行われるのは文化7年（1810年）のことで、ロシアに拉致されていた中川五郎治が帰国後に田中正右偉門の娘イクに施したのが最初である。しかし、中川五郎治は牛痘法を秘密にしたために広く普及することはなく、3年後の文化10年（1813年）にロシアから帰還した久蔵が種痘苗を持ち帰り、広島藩主浅野斉賢にその効果を進言しているが、全く信じてもらえなかった。その後、1823年に出島にやってきたシーボルトが牛痘法の知識を伝えたものの、種痘苗が手に入らず知識の伝達にとどまった。
オランダ通詞の馬場佐十郎は、1803年頃、オランダ商館長ドウフから牛痘法の話を聞いている。1813年、幕命でゴローニンと交渉するため松前に赴任、中川五郎治が持ち帰ったロシア語の牛痘法の本（1803年ペテルブルグで出版）を写し取り、分からない部分をゴローニンやその部下ムールに聞きながらおおまかな翻訳を終えたが分からない点が多く放置。文政元年（1818年）に浦賀に来たイギリス船を幕命で臨検した際に船長が牛痘法の本や材料を贈ろうとしたのを機に翻訳を再開し、中国で天然痘は天花と呼ばれていたのでそれを防ぐ秘訣という題名の『遁花秘訣』として文政3年（1820年）に書き上げた。牛痘法を述べた本として日本で最も早いが、馬場佐十郎は1822年に死去して出版されなかった。（嘉永3年（1850年）、利光仙庵が『遁花秘訣』を『魯西亜牛痘全書』と題して出版。）
その後、日本で本格的に牛痘法が普及するのは嘉永2年（1849年）に佐賀藩の依頼によって出島のドイツ人医師であるオットー・ゴットリープ・モーニッケがワクチンを輸入し、佐賀藩医の楢林宗建の息子に接種してからである。それまでも何度か種痘苗の輸入は試みられていたが、ヨーロッパから直接輸入を試みていたために輸送途中で種痘苗が効力を失ってしまっていた。しかしモーニッケは既に種痘が普及していて日本からほど近いオランダ領インドネシアのバタヴィアから種痘苗を輸入したため、移入に成功した。いったん種痘苗が移入されると、蘭学医の間で種痘苗が融通され、種痘は瞬く間に広がっていった。大阪・適塾の緒方洪庵は、治療費を取らず牛痘法の実験台になることを患者に頼み、私財を投じて牛痘法の普及活動を行った。1857年にはアイヌの間の天然痘流行を阻止するため、箱館奉行の村垣範正が幕府に種痘の出来る医師の派遣を要請し、桑田立斎らが派遣されて大規模種痘が行われた。1858年には江戸において、伊東玄朴・戸塚静海・大槻俊斎らの手によって神田お玉が池に種痘所が設立された。1876年（明治9年）には天然痘予防規則が施行され、幼児への種痘が義務付けられた。接種を受けた者には証明書が交付され、記録は内務省衛生局に報告された。

### 天然痘の撲滅

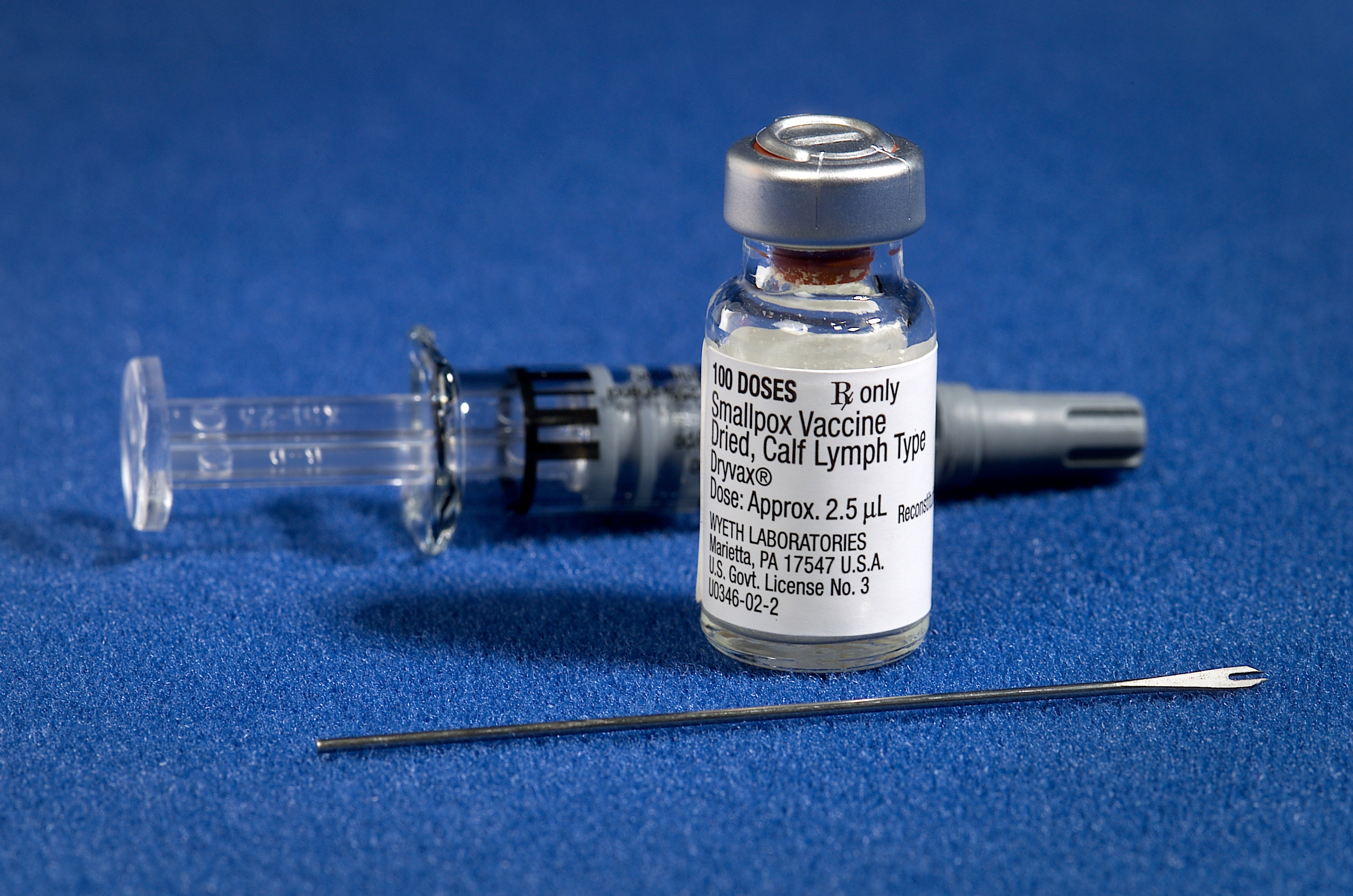
希釈剤を含む天然痘ワクチンキット

種痘の実施は徐々に世界中に広まっていき、20世紀中盤には先進国においては天然痘を根絶した地域が現れ始め、日本においても1955年に天然痘は根絶された。また、天然痘は感染した場合肉眼で判別可能な症状が現れるため特定しやすく、発病および感染はヒトのみに限られ、さらに優れたワクチンが存在するといった、根絶を可能とする諸条件が揃った病気であった。こうしたことから1958年に世界保健機関（WHO）総会でソ連の生物学者ヴィクトル・ジダーノフの提案によって全会一致で「世界天然痘根絶決議」が可決され、根絶計画が始まった。当初は世界全住民への種痘が方策として考えられていたが、医療組織や行政が整っていない発展途上国や人口密集地においてはこれは困難であり、南アメリカ、南アジアおよびアフリカにおいては流行が続いていた。中でも最も天然痘患者が多かったインドでは、根絶が困難とされた。こうしたことから1967年にWHOは方針を転換し、皆種痘に代わって、まず天然痘患者を発見したものに賞金を与え、患者の発見に全力を挙げることとした。天然痘患者が発見されると、その発病1か月前から患者に接触した人々全てを対象として集中的に種痘を行い、ウイルスの伝播・拡散を防いで孤立させる事で天然痘の感染拡大を防ぐ方針をとった。この作戦の期限は10年間とされ、1977年までには天然痘を根絶することが目標とされた。1967年の時点で、世界には天然痘の患者が1000万から1500万人いると推定されていたが、この封じ込め作戦が功を奏してインドで天然痘患者が激減していった。
この方針は他地域でも用いられ、1970年には西アフリカ全域から根絶され、翌1971年に中央アフリカと南米から根絶された。1975年、バングラデシュの3歳女児の患者がアジアで最後の記録となり、アフリカのエチオピアとソマリアが流行地域として残った。
1977年のソマリア人青年のアリ・マオ・マーランを最後に自然感染の天然痘患者は報告されておらず、3年を経過した1980年5月8日、WHOは「地球上からの天然痘根絶宣言」を発するに至った。現在自然界において天然痘ウイルス自体が存在しないとされている。天然痘は、人間に感染する感染症で人類が根絶できた唯一の例である。なお、ヒト以外を含む感染症全般ではウシなどに感染する牛疫が2011年に撲滅宣言された。
ヨーロッパでは20世紀後半には、天然痘は過去のものとなっていたが、1970年には西ドイツでパキスタンから帰国した青年を起点として14人以上の患者が発生した例がある。また、1978年にイギリスのバーミンガム大学メディカル・センターにおいて、微生物学研究室からウイルスが漏洩し、研究室の上階で働いていたジャネット・パーカーが天然痘を罹患して1か月後に死亡した。彼女は天然痘により死亡した世界最後の患者である。
1984年にWHOでなされた合意に基づいて、アメリカ疾病予防管理センター（CDC）とロシア国立ウイルス学・生物工学研究センター (VECTOR) のレベル4施設以外の研究所が保有していた株は全て廃棄された。この2施設における天然痘株についても破壊することがWHOの会議で一旦決定されたが、実際の作業は数度に渡り延期され、2001年にアメリカが株の廃棄に反対する姿勢を明確にしたことで中止となった。
しかし近年レベル4施設の設備を備えない不適切な場所においても生きた天然痘ウイルスが発見されており、その管理・取り扱いが非常にずさんであることが発覚している。
千葉県血清研究所が開発して1975年に日本国内で製造承認を受けた天然痘ワクチン「LC16m8」株は、1980年のWHOの撲滅宣言後に冷凍保存された。2001年のアメリカ同時多発テロ事件後に備蓄が始まり、自衛隊に投与されている。
WHOによる根絶運動により、1976年以降予防接種が廃止されたが、アメリカでは2011年時点でワクチンを備蓄し続け、またその製造が可能な状態を維持し続けている。
日本国内における発生は1955年の患者を最後に確認されていない。国外で感染した患者は1970年代に数例報告されている。
1991年に天然痘ウイルス・ラヒマ株のDNA塩基配列の解析が完了した。天然痘はかつての伝染病予防法では法定伝染病に指定されていた。2012年現在、感染症法で一類感染症（全数報告対象）に指定されている。

## 兵器利用・管理法

### テロリズム
根絶されたために根絶後に予防接種を受けた人はおらず、また予防接種を受けた人でも免疫の持続期間が一般的に5 - 10年といわれているため、現在では免疫を持っている人はほとんどいない。そのため、生物兵器として使用された場合に、大きな被害を出す危険が指摘されており、感染力の強さからも短時間での感染の拡大が懸念されている。
天然痘撲滅宣言後にも、ソ連は天然痘ウイルスを生物兵器として極秘に量産、備蓄しており、ソ連崩壊後にウイルス株や生物兵器技術が流出した可能性が指摘されている。『ワシントン・ポスト』（2002年11月5日号）は、CIAが天然痘ウイルスのサンプルを隠し持っていると思われる国として、イラク（注：記事はイラク戦争前のもの）、北朝鮮、ロシア、フランスを挙げている（ただし、イラクとフランスについては可能性はとても高いというわけではないとしている）。韓国国防省は北朝鮮が天然痘ウイルスを保持していると分析し、在韓米軍兵士も2004年から天然痘のワクチン接種を受けている。アメリカはテロ対策のため天然痘ワクチンの備蓄を強化し、2001年に1200万人分だった備蓄量を、2010年までに全国民をカバーする3億人分まで増やした。
WHO専門家会議は2015年に、天然痘ウイルスの人工合成は技術的に可能になったと結論し、天然痘が再び発生するリスクがなくなることはないと報告している。2018年にはカナダのグループが、メール注文したDNA断片を用いて、天然痘ウイルスに近縁の馬痘ウイルスの人工合成に成功している。同年にアメリカ食品医薬品局（FDA）は、初の天然痘治療薬を認可した。動物実験で有効性が証明され、健康な人に服用してもらう試験で安全性が確認されたため、テロから国民を守るために認可したとFDAは説明している。

### 国家・国際組織の管理法
アメリカ疾病予防管理センター（CDC）では生物兵器として利用される可能性が高い病原体として、天然痘ウイルスを最も危険度、優先度の高いカテゴリーAに分類している。なお、カテゴリーAには天然痘ウイルスの他、エボラウイルスなどの出血熱ウイルス、ペスト菌、炭疽菌、ボツリヌス菌、野兎病菌も指定されている。
日本において天然痘ウイルスは感染症法により特定一種病原体（国民の生命及び健康に「極めて重大な」影響を与えるおそれがある病原体）に指定されており、所持、輸入、譲渡し及び譲受けは一部の例外を除いて禁じられる。運搬には都道府県公安委員会への届出が必要である。所持者には帳簿を備える記帳義務が課せられる。
天然痘ウイルスはWHOのリスクグループ4の病原体に指定されており、実験室・研究施設で取り扱う際のバイオセーフティーレベルは最高度の4が要求される。

## 類似ウイルス
天然痘そのものは根絶宣言が出されたが、エムポックスなどの類似したウイルスの危険性を指摘する研究者がいる。研究によれば、複数の身近な生物が類似ウイルスの宿主になりうることが示されており、それらが変異すると人類にとって脅威になるかもしれないと警告している。2022年には欧米でエムポックスの連鎖的感染が確認されている。